# Estádio Nacional dos Coqueiros
Das Estádio National dos Coqueiros ist ein Fußballstadion mit Leichtathletikanlage in der angolanischen Hauptstadt Luanda. Es fasst gegenwärtig 12.000 Besucher und ist Heimspielstätte verschiedener Fußballvereine der Stadt. Größere Renovierungsarbeiten fanden in der 1947 eröffneten Sportstätte zuletzt 2004/05 statt.